# Timmy Cruz
Fatima Cruz, también conocida como Timmy Cruz, es una cantante y actriz de cine filipina.

## Carrera
Cruz se hizo popular en la década de los años 1980, ya que debutó en sus inicios como cantante de música infantil con temas musicales como, Boy, Joke Lang y Tingin.
Más adelante debuta como actriz de cine, pues ella participó en películas como Kumander Bawang (1988), Kung Kasalanan Man (1989), Pangarap Na Ginto (1990), Di Na Natuto (1993) y The Sarah Balabagan Story (1997). Ella ha desempeñado su labor, siendo la primera actriz que participaría junto a Joey de León, en películas como en Sheman: Mistress Of The Universe, Eddie García en Alfredo Lim: Batas Ng Maynila y Fernando Poe, Jr. en Batas Ng .45.
Ella se presentó en televisión como en la red de GMA-7, que participó en series como Villa Quintana (1995), Halik Sa APOY (1998) y Pecador o santo (2011). También se presentó en la red ABS-CBN-2 y participó en series de TV como Lobo (2008), El amor es sólo en las películas (2010) y Kapitan Inggo (2011).
Cruz se ha convertido en una de las cantantes del género gospel, es decir en interpretar Música de Alabanza. Cruz fue galardonada con el Premio "Fr. Neri Satur Environmental Heroism Award" de 2009.

## Vida personal
Es hija de Atty. Ángel Cruz y Lourdes Lontok, una empresaria y líder cívico. Terminó sus estudios de Administración de Empresas en la Universidad de Filipinas, luego se graduó en economía y finanzas en la Universidad de San Francisco en California, Estados Unidos.

## Filmografía
- Hiwaga sa Balete Drive (2013)
- Babasagin (2013)
- Unforgettable (TV series) (2013)
- Faithfully (TV series) (2012)
- Daldalita (TV series) (2011)
- My Neighbor's Wife (2011)
- Sinner or Saint (TV series) (2011)
- Kapitan Inggo (TV series) (2011)
- Love Is Only In The Movies (TV series) (2010)
- Lobo (2008)
- Maalaala Mo Kaya - Notebook (2008)
- Maalaala Mo Kaya - Tulay (2000)
- Halik Sa Apoy (TV series) (1998)
- Villa Quintana (TV series) (1995)
- Alfredo Lim: Batas Ng Maynila (1995)
- Di Na Natuto (Sorry Na, Puwede Ba?) (1993)
- Batas Ng .45 (1991)
- Lumaban Ka... Sagot Kita (1990)
- Pangarap Na Ginto (1990)
- Kung Kasalanan Man (1989)
- M&M, The Incredible Twins (1989)
- Sheman: Mistress Of The Universe (1988)
- Kumander Bawang (1988)

## Discografía
- Te Quiero, Boy
- Joke Lang
- Tingin[1]